# Relative Armut

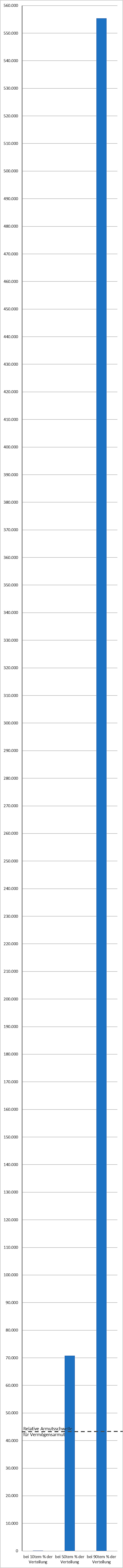
Nettovermögen deutscher Haushalte 2017 an bestimmten Punkten der Vermögensverteilung mit relativer Armutsschwelle für Vermögensarmut (in Euro). Das Vermögen beim 50ten % entspricht dem mittleren Vermögen in Deutschland. Das Armutsrisiko beim Vermögen wird hier anhand einer relativen Armutsschwelle von 60 % des Medians bestimmt analog zum Armutsrisiko für Einkommen. Im Gegensatz zur Armutsrisikoquote beim Einkommen liegen keine allgemein verbindlichen Definitionen für Vermögensarmut vor.

Der Begriff der relativen Armut bezeichnet Armut im Vergleich zum jeweiligen sozialen (auch staatlichen, sozialgeographischen) Umfeld eines Menschen.

## Armutsgrenze
Relative Armut bezieht sich auf verschiedene statistische Maßzahlen für eine Gesellschaft. Häufig wird dabei auf ein bestimmtes Verhältnis des gewichteten individuellen Einkommens zum Median des Netto-Äquivalenzeinkommens abgestellt. Üblich sind in Politik und Forschung Armutsgrenzen bei 40 %, 50 % oder 60 % des Medians. Wenn das gewichtete Nettoeinkommen der Haushalte oder Individuen unter diese Grenze fällt, gelten sie als arm. Die Armutsquote misst dann das Verhältnis dieser Gruppe zur Gesamtbevölkerung. Das Komplementär zur Armutsgrenze ist die Reichtumsgrenze.

### Absolute Armut im Vergleich zur Relativen Armut
Man unterscheidet einen absoluten und einen relativen Armutsbegriff. Der erste wird heute noch im entwicklungspolitischen Kontext verwendet und misst die tatsächliche Unterausstattung von Haushalten oder Individuen mit Einkommen (siehe Absolute Armutsgrenze). Der zweite Begriff sagt hingegen über den tatsächlichen materiellen Lebensstandard der Menschen nichts aus, sondern misst lediglich den Abstand ihrer Ausstattung mit Einkommen zum gesellschaftlichen Standard.
Bei der Berechnung der Armutsquote werden die Unterschiede der Einkommen und der Lebenshaltungskosten innerhalb der betrachteten Gesamtbevölkerung außer Acht gelassen.
Wie bei jeder statistischen Größe ergeben sich verschiedene Ergebnisse, je nachdem, welche Gesamtmenge der Messung zugrunde gelegt wird. Wird der Maßstab der Armutsquote kleinteiliger angelegt, also nicht die Bevölkerung des Staates, sondern die einer kleineren regionalen Einheit (Region, Bundesland usw.) als Gesamtbevölkerung betrachtet, treten Unterschiede stärker zutage, die innerhalb der jeweiligen regionalen Einheit bestehen – etwa Unterschiede zwischen Bewohnern von Großstädten und ihrem Umland.

### Datenquellen
Um Einkommensverteilungen und Armut zu messen, sind disaggregierte Daten aus Haushaltserhebungen notwendig. Dafür stehen in Deutschland verschiedene Erhebungen der amtlichen Statistik zur Verfügung: Der Mikrozensus zeichnet sich durch eine sehr große Stichprobe aus und ist eine Pflichterhebung, wodurch auch Daten über sehr arme und sehr reiche Personen erfasst werden. Allerdings erfolgt hier die Einkommensmessung nur sehr grob über eine Selbsteinschätzung des laufenden monatlichen Nettoeinkommens. Wesentlich präziser sind die freiwilligen amtlichen Erhebungen Einkommens- und Verbrauchsstichprobe und EU-SILC. Diese erfassen alle Einkommensarten im Detail, so z. B. auch unregelmäßige Einkommensbestandteile wie Weihnachtsgeld. Die europaweit harmonisierte Statistik EU-SILC bietet zudem die Möglichkeit internationaler Vergleiche. Für alle drei amtlichen Erhebungen werden auf Anfrage Datenfiles für Forschungszwecke zur Verfügung gestellt.
Eine nicht-amtliche, aber häufig genutzte Quelle ist das Sozio-oekonomische Panel (SOEP) des Deutschen Instituts für Wirtschaftsforschung (DIW). Diese wird jährlich erhoben und zeichnet sich ebenfalls durch eine detaillierte Einkommenserfassung aus. Auch für das SOEP besteht die Möglichkeit der Beantragung von Forschungsdatensätzen.
Da Bezieher hoher Einkommen erfahrungsgemäß selten an freiwilligen Erhebungen teilnehmen, lässt sich die Verteilung ihrer Einkommen am ehesten mit Daten aus der Einkommensteuerstatistik messen. Diese wird allerdings nur alle drei Jahre erstellt und ist wegen ihres Umfangs und ihrer Komplexität nur für erfahrene Forscher geeignet.

#### Kritik
Die vom Statistischen Bundesamt angegebenen Reichtums- und Armutsquoten sind nur bedingt aussagekräftig, da die zugrundegelegten Daten aufgrund der Erhebungsmethode mittels freiwilliger Selbstauskunft einer Bevölkerungsstichprobe im Fünfjahresrhythmus fehlerbehaftet sind (Einkommens- und Verbraucherstichprobe EVS). Der größte Teil der Selbstständigen- und Vermögenseinkommen wird mangels unzureichender Datenlage wegen abnehmender Auskunftsbereitschaft der Befragten bei zunehmendem Einkommen und Vermögen nicht erfasst und deshalb nur Haushaltsnettoeinkommen bis zur Abschneidegrenze von 18.000 €/Monat in den Berechnungen berücksichtigt. Die höchsten Einkommen sind in den Verteilungsberechnungen nicht enthalten und die nicht entnommenen Gewinne Selbstständiger werden nicht erhoben. Ebenfalls nicht einbezogen sind Personen in Gemeinschaftsunterkünften, beispielsweise Bewohner von Pflegeheimen sowie Obdachlose.
Regelmäßig sind dadurch die statistisch erhobenen Gesamteinkommen Selbstständiger und aus Vermögen, beispielsweise Kapitalerträge und Mieten, niedriger als die tatsächlichen der Volkswirtschaftlichen Gesamtrechnung (VGR). Die tatsächliche Ungleichverteilung ist deshalb größer als die errechnete, offiziell veröffentlichte, denn die auf diese Weise statistisch ermittelten Reichtumsquoten und auch die Armutsquote sind niedriger als die tatsächlichen.
2008 betrug die Abweichung der statistischen Selbstständigen- und Vermögenseinkommen der EVS mit 139 Mrd. Euro zu der gleichartigen Einkommensumme von 477 Mrd. Euro der VGR rund 338 Mrd. Euro. Rund 71 % dieser Einkommen wurden durch die EVS nicht erfasst und sind in den Verteilungsrechnungen und somit in den Ungleichverteilungsmaßen wie beispielsweise dem Gini-Index nicht dargestellt. Laut Statistischem Bundesamt „deutet dies auf eine grundsätzliche Problematik der Messung von Selbstständigen- und Vermögenseinkommen in (freiwilligen) Haushaltserhebungen hin“.

### Einfluss von Veränderungen auf die Armutsgrenze
Die Armutsgrenze wird von WHO, OECD und EU mithilfe des Medians berechnet. Bei einer Berechnung der Armutsgrenze mittels des arithmetischen Mittels (Durchschnitt im engeren Sinne) würde der Wegzug oder Vermögensverlust eines Reichen den Durchschnitt senken und die relative Armut in einem Land verringern und umgekehrt käme es zu einer Erhöhung der relativen Armut, wenn ohne Veränderungen bei anderen Einkommensbeziehern ein Nicht-Armer sein Einkommen steigern könnte. Dieser Kritikpunkt trifft auf manche Wohlfahrtsfunktionen zu.
- Reiche werden reicher → keine Veränderung. Wenn hingegen – wie bei der Methode der EU – der Median verwendet wird, dann haben Einkommens-Veränderungen bei Personen, deren Einkommen vor und nach der Veränderung oberhalb bzw. unterhalb des Medians liegen, keinerlei Einfluss auf den Median und die Armutsgrenze. Wie sich die Einkommen der Spitzenverdiener (genauer: die Einkommen der ca. 49 % Besserverdienenden) entwickeln, ist damit für die Armutsgrenze unerheblich.
- Mittelverdiener verdienen mehr → mehr Menschen gelten als arm. Die Anzahl der Menschen, die als „relativ arm“ gelten, vergrößert sich jedoch dann, wenn sich die Einkommen der Mittelverdiener erhöhen, aber die der unteren Einkommensgruppe gleich bleiben. Dies liegt an der Abhängigkeit dieser Armutsdefinition vom Median; dieser ist das Einkommen derjenigen Personen, die mit ihrem Einkommen in der Mitte der Gesellschaft liegen (also weniger oder gleich viel wie 50 % der Bevölkerung verdienen und mehr oder gleich viel wie die anderen 50 %).
- Alle verdienen 10 % mehr → Anzahl der relativ Armen konstant. Wer jetzt weniger als einen gewissen Prozentsatz des Durchschnittseinkommen zur Verfügung hat (z. B. 60 %), würde auch in dem Fall, dass sich alle Einkommen z. B. um 10 % erhöhen, weniger als diesen Prozentsatz vom Durchschnitt haben. In Relation zu den anderen Personen (relativ) bliebe er auch weiterhin einer, der vergleichsweise wenig hat, also „relativ arm“ ist.
- Änderungen der Erhebungsmethoden, Vollständig- oder Unvollständigkeit der Daten → siehe Abschnitt oben: Datenquellen – Kritik.

## Weitere Definitionen
Anstelle des Medians kann auch die von Amartya Sen und James Foster vorgeschlagene Wohlfahrtsfunktion verwendet werden, die bei Sen auf dem Gini-Koeffizient und bei Foster auf einem Theil-Index basiert.
Neuere Ansätze der empirischen Sozialforschung versuchen Armut auf mehreren Dimensionen zu erfassen und die Dichotomie arm/nicht arm durch die Verwendung der Fuzzy-Set-Theorie zu überwinden.

## Folgen der relativen Armut in den Industrieländern
Relative Armut macht sich auch durch eine soziokulturelle Verarmung bemerkbar, womit der Mangel an Teilhabe an bestimmten sozialen Aktivitäten als Folge des finanziellen Mangels gemeint ist (wie z. B. Theater- oder Kinobesuch, Klassenfahrten).

### Gesundheit
Armut führt bei Kindern und Erwachsenen zu geringeren Gesundheitschancen und höheren Krankheitsrisiken, wie die systematische Übersicht von Klaus Hurrelmann und Matthias Richter zeigt.

### Familienleben
Arbeitslosigkeit und Armut führen oft zu einer Beeinträchtigung der Qualität der ehelichen Partnerschaft. Es kommt zu häufigen Konflikten, geringer gegenseitiger Unterstützung und einer geringen Zufriedenheit mit dem Partner. Diese Krisen in der Partnerschaft beeinträchtigen die Fähigkeit der Eltern, auf die Bedürfnisse ihrer Kinder angemessen zu reagieren. Die Eltern sind in diesem Falle weniger unterstützend. Es kommt zu einem restriktiven und inkonsistenten Erziehungsverhalten. Familien, die durch den Mann in patriarchalischer Art und Weise dominiert werden, können schlechter mit Armut umgehen.

### Kinder
Die Konsequenzen der Armut auf Kinder sind noch besser erforscht als die Konsequenzen der Armut bei Erwachsenen. Arme Kinder sind körperlich, seelisch und geistig weniger gesund als ihre wohlhabenderen Altersgenossen. Sie erreichen schlechtere Schulabschlüsse und sind von einer Vielzahl sozialer Probleme wie zum Beispiel der Mutterschaft Minderjähriger stärker betroffen. Man muss das jedoch differenziert sehen. Arme Kinder müssen nicht automatisch unglücklich sein. Vielmehr zeigen Studien wie die von Elder (1974), Caplan (1992), Becker (1998) und Elder&Conger (2000), dass es Familien unter bestimmten Bedingungen möglich ist, die Armut zu kompensieren.
Weiß warnt vor einer „einseitige(n) Defizit- und Opferperspektive“.
Tatsächlich kann die Familie als „Puffer“ wirken. Das heißt, es kann Eltern gelingen, dafür zu sorgen, dass die Kinder die Auswirkungen der Armut weniger oder gar nicht zu spüren bekommen.
Dennoch sollte den Eltern nicht die Schuld für die Armutsfolgen ihrer Kinder gegeben werden. Es wäre aus Sicht von Weiß „verfehlt, im Sinne eines Vorwurfs an die Opfer (blaming the victims) die Verantwortung für ökonomische und gesellschaftliche kulturelle Bedingungen von Armut auf die Menschen zu verlagern, die sie zu ertragen haben […] und den Eltern einseitig die Schuld für mögliche Entwicklungsbeeinträchtigungen ihrer Kinder zuzuordnen“.

#### Bildung
Bildung scheint die negativen Auswirkungen der Armut auffangen zu können. Gebildete Eltern tragen Streitigkeiten eher sachlich aus. Sie haben in der Regel ein höheres Reflexionsvermögen und mehr Selbstkontrolle. Unter niedrig gebildeten Leuten werden durch Armut auftretende Konflikte dagegen in der Regel eher unsachlich ausgetragen. Dies liegt daran, dass ihnen wichtige Ressourcen zu einer erfolgreichen subjektiven Verarbeitung der Situation fehlen. Starre Rollenmodelle und ein restriktiver Erziehungsstil erschweren in den unteren Schichten eine konstruktive Auseinandersetzung mit der Situation.
Arme Kinder haben in Deutschland schlechtere Bildungschancen, doch das liegt nicht an der Armut allein. Lauterbach bemerkt:

„[Es] kann keineswegs davon gesprochen werden, dass alle Kinder gleichermaßen negativ von […] Armutslagen des Elternhauses betroffen sind […] Es kann in den seltensten Fällen von einem Kausaleffekt ausgegangen werden, der darin besteht, dass Armut und sozioökonomische Deprivation unmittelbar die elterlichen Bildungsentscheidungen und den Bildungserfolg von Kindern bestimmen. Wenn es diesen Kausalzusammenhang gäbe, dann hätte die sozioökonomische Deprivation für alle davon betroffenen Kinder die gleichen Auswirkungen auf ihre Bildungschancen. Modellschätzungen zeigen aber […] schwindende Armutseffekte, wenn das Humanvermögen der Eltern und die soziale Herkunft der Kinder kontrolliert werden. Diese Befunde legen die Vermutung nahe, dass die armutsbedingte Bildungsbenachteiligung auch durch eine Verstärkung bereits vorhandener Defizite bei der Sozialisation und Bildung von Kindern zustanden kommen könnte. […] Die ungünstigen Voraussetzungen für die Kinder werden durch wirtschaftliche Verluste mit ihren Folgeerscheinungen verstärkt.“

Bei einer Studie der Arbeiterwohlfahrt schaffen von 100 Kindern, die bereits während ihrer Kindergartenzeit als arm galten, nach der Grundschule nur vier den Sprung aufs Gymnasium.
Doch muss man bedenken, dass diese Kinder oft nicht nur arm waren, sondern multipel depriviert.
Hier wurden also nicht nur die Auswirkungen der Armut, sondern auch die Auswirkungen anderer Benachteiligungen gemessen.
Becker und Nietfeld (1999) beschäftigten sich mit den Kindern arbeitsloser Eltern in Dresden. Sie konnten nachweisen, dass Arbeitslosigkeit der Eltern und Armut die Bildungschancen der davon betroffener Kinder verschlechtern. Wenn man jedoch andere Variablen kontrolliert, so fällt jedoch auch auf, dass die Effekte der Arbeitslosigkeit und sozioökonomischen Deprivation geringer werden. Das heißt: der Einfluss von Armut und Arbeitslosigkeit sei kleiner, als man am Anfang der Untersuchung glauben würde. Wichtiger ist das kulturelle Kapital. Insbesondere bildungsferne Schichten neigen zu risikoaversen Bildungsentscheidungen, das heißt, sie wählen im Zweifelsfalle eher niedrigere Bildungsentscheidungen. Arme Familien können oft nicht am kulturellen Leben teilnehmen, da Theaterbesuche, Opernbesuche und Musikunterricht für die Kinder zu teuer sind. Auch Kunstgegenstände oder Bücher werden selten gekauft. Es gibt eine kulturelle Diskrepanz zwischen Familie und Schule. Die betroffenen Kinder sind mangelhaft auf die Leistungsanforderungen der Schule vorbereitet, ihre Lernmotivation und Sozialkompetenzen sind defizitär.
Allerdings haben Armut und Arbeitslosigkeit fast nur bei wenig gebildeten Eltern negative Konsequenzen. Gebildetere Eltern sind offensichtlich besser in der Lage, die damit einhergehenden Probleme zu kompensieren.
Folgende Tabelle stammt aus „Arbeitslosigkeit und Bildungschancen von Kindern im Transformationsprozess“ von Becker und Nietfeld:
| Bildung des Haushaltsvorstandes | Kind besucht Hauptschule | Kind besucht Realschule | Kind besucht Gymnasium |
| ------------------------------- | ------------------------ | ----------------------- | ---------------------- |
| Hauptschulniveau                | 30,4 %                   | 39,1 %                  | 30,4 %                 |
| Realschulniveau                 | 23,7 %                   | 43,3 %                  | 33,0 %                 |
| Gymnasialniveau                 | 8,4 %                    | 30,1 %                  | 61,4 %                 |

Anmerkung: wie in Ostdeutschland üblich, hatten fast alle Eltern eine berufliche Ausbildung. Deswegen wurde nur der Schulabschluss berücksichtigt. Als Hauptschulniveau galt POS bis zur 8. Klasse, als Realschulniveau POS bis zur zehnten Klasse, als Gymnasialniveau Abschluss der EOS.

#### Charakter
Ruby Payne vertritt die These, dass das Aufwachsen in Armut wichtige Auswirkungen auf den Charakter habe.
Um in der Armut zu überleben, müssten arme Kinder non-verbal sein und auf Sinneseindrücke sofort reagieren. In der Schule jedoch wäre dies ein Nachteil für sie. Die Schule sei eine Mittelklasseinstitution. Hier sei es wichtig, Gedanken verbalisieren zu können, abstrahieren zu können und vorauszuplanen. Fähigkeiten, die arme Kinder erst erlernen müssen.
Laut Walter Mischel haben arme Kinder weniger Selbstkontrolle und streben eher nach sofortiger Befriedigung ihrer Bedürfnisse. Dies ist schlecht, da es in der Mittelschichtsinstitution Schule Selbstkontrolle eine wichtige Rolle spielt.
Donna Beegle ist der Meinung, dass arme Familien und wohlhabendere Familien in verschiedenen Kulturen leben:
- In armen Familien herrsche eine orale Kultur. Für Mitglieder der oralen Kultur sind Sinneserfahrungen wichtig. Charakteristika der oralen Kultur sind Spontanität, Orientierung an der Gegenwart, Betonung von Emotionen und die Fähigkeit, das „große Ganze“ zu sehen.
- In wohlhabenden Familien dagegen herrsche die Schriftkultur. Hier werden Selbstdisziplin, die Fähigkeit zum Belohnungsaufschub, die Fähigkeit, strategisch vorzugehen und zu planen, die Fähigkeit, sich Ziele zu setzen und Schritte zu unternehmen, um diese zu erreichen, technische Fähigkeiten und analytische Fähigkeiten geschätzt.[22]

#### Kognitive Entwicklung
Längsschnittstudien belegen in standardisierten Tests signifikante Einbußen der allgemeinen Intelligenz, der Sprachfähigkeit und der Schulleistungen. Dabei erwies sich vor allem die Dauer der Armut als bedeutsamer Faktor für das Ausmaß der kognitiven Defizite.
In Deutschland haben Kinder aus Familien, die lange in Armut leben, einen durchschnittlich 9 Punkte geringeren IQ als Kinder aus nie verarmten Familien. Wohlgemerkt geht es hier um durchschnittliche Werte. Die IQs beider Gruppen sind normalverteilt, das heißt, sie folgen der Form einer Glockenkurve. Der Scheitelpunkt der Glockenkurve jedoch liegt bei niemals arm gewesenen Kindern bei 100 und bei in Armut lebenden Kindern bei 91. Es gibt also sowohl sehr intelligente arme Kinder als auch sehr intelligente reiche Kinder. Über den IQ eines einzelnen in Armut oder Reichtum lebenden Kindes sagen diese Ergebnisse nichts aus. Wohl aber sagen sie aus, dass unter armen Kinder der Prozentsatz der Kinder, die Gefahr laufen in der Schule zu versagen, stark erhöht ist.
Ähnliche Unterschiede in der Intelligenz zwischen armen und niemals arm gewesenen Kinder zeigten sich auch in den USA. Je länger ein Kind in Armut lebt, desto wahrscheinlicher sind kognitive Defizite. Dabei haben Kinder die bereits in der frühen Kindheit arm waren, größere kognitive Defizite, als Kinder, die erst später im Verlauf ihres Lebens verarmten.
Studien zeigen, dass sich der niedrige IQ von Kindern aus armen Familien vor allem durch Umweltfaktoren erklären lässt. Während in der Mittelschicht die Intelligenz zu einem großen Teil vererbt wird, lässt sich der niedrige IQ der Kinder aus verarmten Bevölkerungsschichten vor allem durch mangelnde Förderung, schlechte Ernährung und schlechte Schulen erklären. Gabarino konnte für arme Kinder in den USA jedoch zeigen, dass Armut allein die IQ-Entwicklung kaum beeinflusst, sondern auch noch andere Risikofaktoren gegeben sein müssen. Zu diesem Ergebnis kam auch eine andere Längsschnittstudie. Ein oder zwei Risikofaktoren hatten nur eine sehr geringe Auswirkung auf die kognitive Entwicklung. Kamen jedoch weitere hinzu, so zeigten sich starke Auswirkungen. Kinder, die von acht bis neun Risikofaktoren betroffen waren, hatten gar einen im Schnitt um 30 Punkte geringeren IQ als unbelastete Kinder.
In den USA hat es bereits Anstrengungen gegeben, dies zu ändern. Es hat sich gezeigt, dass die Intelligenzentwicklung mit speziellen Programmen förderbar ist. Kritiker argumentieren jedoch, dass Intelligenztests, da sie von Personen der Mittelschicht konstruiert würden, nicht die wahren Fähigkeiten armer Kinder mäßen.

### Resilienzforschung
Als Reaktion auf die Armutsforschung entstand in den USA die Resilienzforschung. Unter Resilienz wird die Fähigkeit verstanden, schwierige Lebenssituationen unbeschadet zu überstehen. Resilienzforscher wie zum Beispiel Caplan oder Haines beklagen, dass zu sehr die Schwächen armer Familien und Personen und zu wenig die Stärken gesehen würden. Als Stärken einiger armer Bevölkerungsgruppen gelten Familienzusammenhalt, Kollektivismus und Leistungsmotivation.
Die Resilienzforschung betrachtet, welche Fähigkeiten ein Individuum haben muss, um konstruktiv mit Armut umgehen zu können. Sie hat einzelne ethnische und soziale Gruppen ausfindig gemacht, die es trotz Armut zu etwas bringen. So erbrachten beispielsweise die Kinder vietnamesischer Boat People in den USA bessere Leistungen als Kinder der US-amerikanischen Mittelschicht. Die jüdische Minderheit wurde innerhalb von zwei Generationen von einer äußerst armen zu einer äußerst reichen ethnischen Gruppe. Kinder aus US-amerikanischen Mittelschichtsfamilien, die durch die große Depression verarmt waren, wuchsen zu leistungsstarken und gesetzestreuen Bürgern heran. Viele Familien amerikanischer Farmer verarmten durch die Landwirtschaftskrise in den 1980er Jahren. Ihre Kinder erbrachten gute Schulleistungen. Sie waren sozial gut integriert. In Deutschland machen vor allem die Kinder der vietnamesischen Vertragsarbeiter trotz Armut mit guten Schulleistungen auf sich aufmerksam. Die griechische Minderheit hat innerhalb von zwei Generationen ihren Weg aus der Armut in die Mitte der Gesellschaft gefunden. Ebenso sieht es mit der spanischen Minderheit aus. Eine weitere erfolgreiche arme Bevölkerungsgruppe sind jüdische Zuwanderer aus der GUS.

## Deutschland
|                 | Anteil am Median des Nettoäquivalenzeinkommen | Jahreseinkommen | Monatseinkommen | betroffene Bevölkerung |
| Median          | 100 %                                         | 18768 €         | 1564 €          | 50 %                   |
| armutsgefährdet | 60 %                                          | 10274 €         | 856 €           | 15,1 %                 |
| Existenzminimum | (43 %)                                        | 7365 €          | 614 €           |                        |
| arm             | 40 %                                          | 6894 €          | 571 €           | 4 %                    |

Das vom Statistischen Bundesamt errechnete monatliche Nettoäquivalenzeinkommen betrug für 2003 bundesweit 1.564 €, in den westdeutschen Ländern 1.624 €, in den ostdeutschen Ländern 1.335 €. Nach den EU-Kriterien für die Armutsgefährdungsgrenze (60 %) liegt die bundesdeutsche Armutsgefährdungsgrenze demnach bei 10.274 € jährlich bzw. 856 € monatlich (armutsgefährdet demnach: alte Bundesländer 12 %, neue 17 %). Als arm gilt ein Nettoäquivalenzeinkommen von 40 %, das sind 6849 € jährlich bzw. durchschnittlich 571 € monatlich. Das sozio-kulturelle Existenzminimum, das auf der Basis von Verbraucherbefragungen des Statistischen Bundesamtes durch die Bundesregierung festgelegt wird, liegt bei 7.356 Euro pro Jahr für eine erwachsene Einzelperson. Für ein Ehepaar ist es 12.240 Euro. Für ein Kind beträgt es 3.684 Euro.
Nach Zahlen aus dem Zweiten Armuts- und Reichtumsbericht, den die Bundesregierung im März 2005 vorgelegt hat, galten im Jahr 2003 13,5 Prozent der Bevölkerung als in relativer Armut lebend. 2002 waren es nach diesen Angaben noch 12,7 Prozent, 1998 12,1 Prozent.
| Armutsquoten einiger Bevölkerungsgruppen in der BRD (nach Daten des Mikrozensus) | Armutsquoten einiger Bevölkerungsgruppen in der BRD (nach Daten des Mikrozensus) |
| Gruppe                                                                           | Armutsquote                                                                      |
| -------------------------------------------------------------------------------- | -------------------------------------------------------------------------------- |
| Selbstständige insgesamt                                                         | 8,7 %                                                                            |
| Selbstständige ohne Mitarbeiter                                                  | 10,0 %                                                                           |
| Selbstständige mit 1 bis 4 Mitarbeitern                                          | 7,3 %                                                                            |
| Selbstständige mit 5 und mehr Mitarbeitern                                       | 4,6 %                                                                            |
| Arbeiter insgesamt                                                               | 7,5 %                                                                            |
| An- und Ungelernte                                                               | 10,6 %                                                                           |
| Facharbeiter                                                                     | 5,2 %                                                                            |
| Angestellte insgesamt                                                            | 2,9 %                                                                            |
| ausführende Angestellte                                                          | 6,9 %                                                                            |
| einfache Angestellte                                                             | 4,3 %                                                                            |
| Angestellte mit schwierigen Tätigkeiten                                          | 2,1 %                                                                            |
| Quelle (PDF-Datei) (Memento vom 10. Juni 2007 im Internet Archive).              |                                                                                  |

Das gewerkschaftsnahe Institut für Makroökonomie und Konjunkturforschung (IMK) stellt folgende Veränderung der Jahre 2000 bis 2006 fest. In Prozent der deutschen Bevölkerung: Einkommensstarke Schicht: 18,8 Prozent auf 20,5 Prozent, Mittelschicht 62,3 Prozent auf 54,1 Prozent, und armutsgefährdete Schichten von 18,9 Prozent auf 25,4 Prozent. Damit sind erstmals seit vielen Jahren ein Viertel der deutschen Bevölkerung konkret armutsgefährdet.
Der Großteil der in relativer Armut lebenden Menschen ist arbeitslos. Doch gibt es auch Erwerbsarmut. Nach Daten des Mikrozensus 96 galten 5,5 Prozent aller Erwerbstätigen in Deutschland als arm. Besonders häufig von Armut trotz Arbeit betroffen waren Selbstständige. 8,7 Prozent der Selbständigen galten als arm.
Studenten sind überdurchschnittlich oft von relativer Einkommensarmut betroffen. Da Studenten mit Ausnahme des BAföG keine Sozialleistungen beziehen können, leben viele von ihnen unterhalb der offiziell festgelegten Armutsgrenze. In Wohngemeinschaften lebende Studenten werden jeweils als Einpersonenhaushalt gezählt, solange jeder für sich selbst wirtschaftet. Dieser Umstand, wie auch die Zahl allein lebender Studenten, treibt den Anteil der von Armut betroffenen Einpersonenhaushalte in die Höhe (siehe Abbildung). Man geht davon aus, dass ohne Einbezug der Studenten die Zahl armer Einpersonenhaushalte sehr gering wäre.
Die Armut in Deutschland verfestigt sich. Hauptbetroffene verfestigter Armut seien laut einem Bericht des DIW nach wie vor Arbeiter, vor allem Arbeiterfamilien mit Migrationshintergrund oder mehreren Kindern. Armut entweder als Problem einer kulturell verwahrlosten Neuen Unterschicht zu deuten oder als kollektive Abstiegsbedrohung der gesamten Gesellschaft zu dramatisieren, gehe an der Realität vorbei.

Armut in der BRD nach Haushaltstypen

Die Bundeszentrale für politische Bildung fasst zusammen:

„Durch hohe Armutsrisiken gefährdet sind insbesondere folgende Bevölkerungsgruppen: Schulabbrecher und beruflich gering qualifizierte Jugendliche und Erwachsene (häufig aus zugewanderten Familien); Familien mit Langzeitarbeitslosen; Schwangere; allein erziehende Frauen; junge Familien mit kleinen Kindern; Migranten- und kinderreiche Familien.“

### Kinderarmut
| Bundesland | Anteil Kinder, die Sozialgeld beziehen | Anteil Personen, die ALG II + Sozialgeld beziehen |
| Bayern | 6,6 %                                  | 3,9 %                                             |
| Baden-Württemberg | 7,2 %                                  | 4,1 %                                             |
| Rheinland-Pfalz | 9,9 %                                  | 5,5 %                                             |
| Hessen | 12,0 %                                 | 6,5 %                                             |
| Niedersachsen | 13,5 %                                 | 7,6 %                                             |
| Nordrhein-Westfalen | 14,0 %                                 | 8,1 %                                             |
| Saarland | 14,0 %                                 | 7,4 %                                             |
| Schleswig-Holstein | 14,4 %                                 | 8,2 %                                             |
| Hamburg | 20,8 %                                 | 10,6 %                                            |
| Thüringen | 20,8 %                                 | 10,4 %                                            |
| Brandenburg | 21,5 %                                 | 12,0 %                                            |
| Sachsen | 22,8 %                                 | 11,8 %                                            |
| Mecklenburg-Vorpommern | 27,8 %                                 | 14,9 %                                            |
| Sachsen-Anhalt | 27,9 %                                 | 14,2 %                                            |
| Bremen | 28,1 %                                 | 13,8 %                                            |
| Berlin | 30,7 %                                 | 15,2 %                                            |
| Stand: Juni 2005Anmerkung: Einige Wissenschaftler argumentieren, dass der Bezug von Sozialleistungen kein guter Armutsindikator sei: Wer Sozialleistungen beziehe, sei nicht mehr arm, da die Sozialleistungen das kulturelle Existenzminimum sichern würden. Die meisten Wissenschaftler schließen sich dieser Meinung nicht an. |                                        |                                                   |

Kinder leben nach Angaben von UNICEF überdurchschnittlich oft in Armut. Je nachdem, welche Armutsgrenze man wählt leben zwischen 5,9 Prozent und 14,2 Prozent der Kinder in Armut.
Der Studie Kinderreport 2007 des Deutschen Kinderhilfswerks zufolge ist inzwischen jedes 6. Kind in Deutschland auf Sozialhilfe angewiesen. Damit leben Kinder deutlich häufiger als Erwachsene von der Sozialhilfe. Der Trend sei dramatisch, da sich jedes 10. Jahr die Zahl von Kindern in Armut in Deutschland verdoppele. 1965 war jedes 75. Kind unter sieben Jahren auf Sozialhilfe angewiesen, 2007 sei es jedes 6. Kind. Besonders betroffen seien Kinder aus Einwanderfamilien.
Es sind starke regionale Unterschiede festzustellen. So sind nach Forschungen der Ruhr-Uni Bochum in Bayern nur 6,6 % der Kinder als arm zu bezeichnen, in Berlin hingegen 30,7 % (als Indikator für Armut galt der Bezug von Sozialgeld).
In den nördlichen und östlichen Bundesländern sind die Armutsquoten am höchsten.
Scheidungen und Trennungen erhöhen laut Ergebnissen eines Forschungsprojekt des Bundesfamilienministeriums das Armutsrisiko für beide Geschlechter; insbesondere nimmt die Armutsquote von Frauen im ersten Trennungsjahr einer Ehe drastisch zu.

### Altersarmut

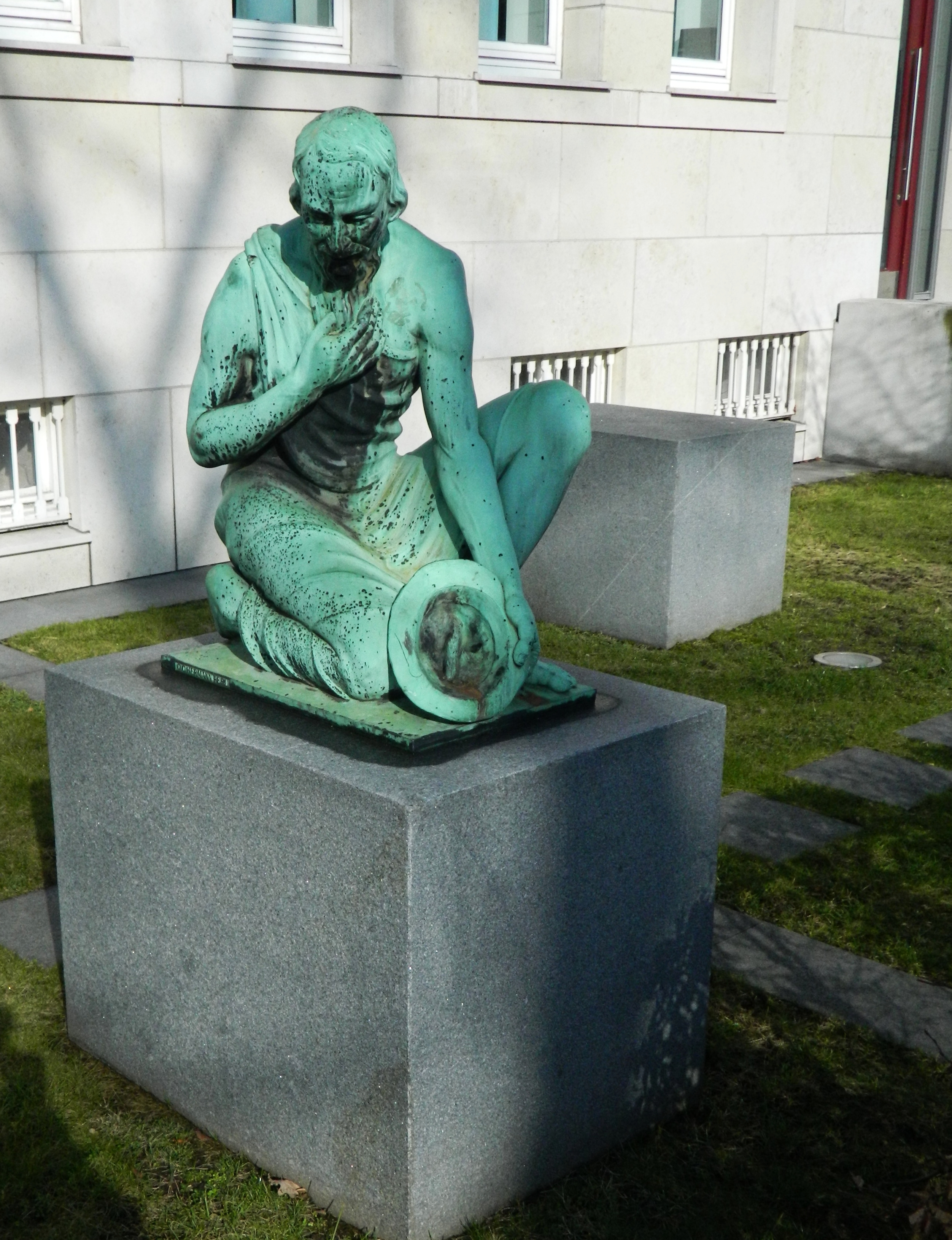
Spare in der Zeit, Plastik von Hermann Perl in Hamburg

Im Gegensatz zur Entwicklung der Kinderarmut war die Altersarmut in Deutschland um die Jahrtausendwende rückläufig: von 13,3 Prozent 1998 auf 11,4 Prozent im Jahr 2003. Längerfristig wird ein Wiederanstieg erwartet, weil die derzeit vielen Arbeitslosen, Teilzeitbeschäftigten, Minijobber und Geringverdienenden geringere Renten bekommen werden und allgemein das Rentenniveau aller zukünftigen Rentner (und aller heutigen Arbeitnehmer) im Zuge der Rentenreform gesenkt wurde. Inzwischen nimmt die Altersarmut wieder zu: 2006 war jeder zehnte Ruheständler von Altersarmut bedroht, und 2013 war es jeder siebte. 2024 waren in Deutschland rund 17,6 Millionen Menschen von Armut oder sozialer Ausgrenzung bedroht.
Einpersonenhaushalte mit einem monatlichen Netto-Einkommen von weniger als 892 Euro galten 2013 als altersarm im Sinne eines Einkommens von unter 60 % des Medians. Anzumerken ist, dass Vermögen und Vorteile aus selbst genutztem Wohneigentum bei der Berechnung der Altersarmut nicht berücksichtigt werden. Private Altersrücklagen werden somit insoweit berücksichtigt, wie aus ihnen Einkünften wie Zinsen, Dividenden, Mieten oder Pachteinkünfte, Tantiemen o. ä. erwachsen.
Einer Studie zufolge, die das Deutsche Institut für Altersvorsorge (DIA) 2005 vorlegte, drohte nahezu jedem dritten Bürger Verarmung im Alter. Begründet wurde dies mit der steigenden Lebenserwartung, den Reformen von 2001 und 2004, die das gesetzliche Rentenniveau um rund 18 Prozent sinken ließen, und der fehlenden Bereitschaft und Fähigkeit zu privater Altersvorsorge.  Der Sozialexperte des Paritätischen Wohlfahrtsverbandes in Deutschland Ulrich Schneider äußerte im November 2006 seine Befürchtung: „Die Altersarmut wird deutlich zunehmen“. Tatsächlich gab es nach vorläufigen Angaben des Statistischen Bundesamtes 2007 eine Zunahme von staatlichen Transferleistungen bei der Grundsicherung im Alter von 12,7 Prozent auf inzwischen 3,5 Milliarden Euro. Jüngere Studien versuchen die zukünftige Altersarmut abzuschätzen und kommen ebenfalls zu dem Ergebnis, dass das Risiko von Altersarmut für bestimmte Gruppen zunehmen wird.
Frauen sind häufiger von Altersarmut betroffen als Männer. Gründe hierfür sind die Zeit, die für die Kindererziehung aufgewendet wird, sowie das niedrigere Lohnniveau. Seit 2008 ist durch ein neues Unterhaltsrecht ein grundsätzlicher Versorgungsunterhalt bis zum Lebensende für Geschiedene nicht mehr vorgesehen. Diese Rechtsetzung belastet vor allem Hausfrauen, die selbst kaum in die Rentenkasse eingezahlt haben und nach einer Scheidung nicht auf einen Unterhalt vom Exmann zusätzlich zur eigenen Rente zählen können.
Die Zunahme prekärer Beschäftigungsverhältnisse, die Reduzierung der Anrechnung von Schul- und Hochschulzeiten für die Rentenhöhe und die Steuerbelastung durch das Alterseinkünftegesetz tragen zum Altersarmutsrisiko auch unter Hochschulabsolventen bei.
Armutsgefährdet waren unter den Menschen über 65 Jahren im Jahr 2006 im früheren Bundesgebiet 14 Prozent, in den neuen Ländern und Berlin 9 Prozent.
In der DDR Geschiedene haben, anders als seit 1977 in den alten Bundesländern oder in Gesamtdeutschland Geschiedene, von ihrem Ex-Ehepartner keinen Versorgungsausgleich erhalten; mit dem Einigungsvertrag genossen die Renten der Ex-Ehemänner Bestandsschutz. Auszeiten und Zeiten familienbedingter Teilzeitarbeit wirken sich bei ihnen daher negativer auf die Altersversorgung aus als bei anderen Geschiedenen, so dass sie weniger vor Altersarmut geschützt sind.

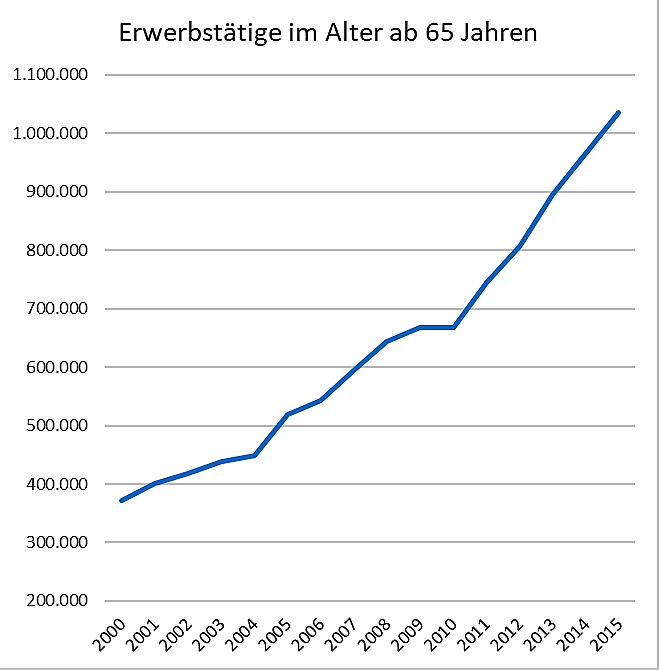
Zahl der Erwerbstätigen im Alter ab 65 Jahren. Bis 2004 Ergebnisse für eine Berichtswoche im Frühjahr; ab 2005 Jahresdurchschnittsergebnisse, sowie geänderte Erhebungs- und Hochrechnungsverfahren.

Einige freiberufliche Berufsgruppen sind stärker von Altersarmut betroffen als andere.
Als bedarfsorientierte soziale Leistung im Alter kommt in Deutschland ergänzend zur Rente auf Antrag die Hilfe zum Lebensunterhalt bzw. ab Erreichen der Regelaltersrente die Grundsicherung im Alter und bei Erwerbsminderung zum Tragen. Da eigene und abgeleitete Renten und Wohngeld vorrangig angerechnet werden, wird gegebenenfalls nur eine aufstockende Grundsicherung ausbezahlt. Im Dezember 2016 erhielten insgesamt 1.026.000 Personen Grundsicherung im Alter und bei Erwerbsminderung; von diesen erhielten 526.000 Personen (51,2 % der Grundsicherungsempfänger) Grundsicherung im Alter.
Die Schätzung der Altersarmut ist mit großer Unsicherheit behaftet. So gibt es 2019 neun Millionen Rentner, die weniger als 900 Euro (=60 % des Medianeinkommens) als Rente erhalten, wobei hier allerdings nicht das Haushaltseinkommen betrachtet wird und private Vorsorge ebenso wie Eigentum und ggf. auch Zuverdienste außer Betracht bleiben. Der auf den Mikrozensus gestützte Armutsbericht des paritätischen Wohlfahrtsverbandes kommt zum Schluss, dass drei Millionen Rentner in Haushalten mit weniger als 60 % des Median-Haushaltseinkommens leben, was 16 % der Rentner entspricht, wobei auch hier Eigentum außer Betracht bleibt. Die Zahl der Menschen, die Grundsicherung im Alter beziehen, liegt hingegen bei 500.000, allerdings gibt auch diese Zahl nicht die tatsächliche Altersarmut an, da es eine hohe Dunkelziffer gibt: Schätzungen zufolge beantragen zwei Drittel derer, die darauf Anspruch hätten, keine Grundsicherung im Alter.
Eine zunehmende Altersarmut wird als eine der Ursachen dafür genannt, dass sich die Zahl der erwerbstätigen Rentner seit der Jahrtausendwende fast verdreifacht hat. So geben gut die Hälfte der erwerbstätigen Rentner und knapp zwei Drittel der erwerbstätigen Rentnerinnen an, dass sie auf das zusätzliche Einkommen angewiesen sind.

### Tabuisierung und Begrifflichkeit „sozial schwach“
Obschon die Armut in Deutschland steigt, wird sie selten als Armut benannt. In den letzten Jahren wird stellvertretend der Begriff „sozial schwach“ benutzt, zunehmend auch in der substantivierten Form „Sozialschwache“. Die Arbeiterwohlfahrt (AWO) lehnt die Verwendung der Bezeichnung „sozial schwach“ ab, da es ihrer Auffassung nach einen Mangel an sozialer Kompetenz vortäusche. „Diese ‚sozial Schwachen‘“, so AWO-Bundesvorsitzender Wilhelm Schmidt, „sind alles andere als sozial schwach. Von den meisten [finanzschwachen] Eltern wird eine nur schwer vorstellbare Stärke verlangt, ihre Situation täglich zu bewältigen und für ihre Kinder zu sorgen.“
Der Journalist Heribert Prantl sieht in der Verwendung dieses Begriffs eine „pauschale Beleidigung“ armer Menschen. „Sozial schwach“ seien nicht die Armen, sondern „Reiche, die nur ihren Reichtum konservieren wollen“ und ein Staat, der die Menschen nicht aus ihrer Armut herausholt.
In der Armuts- und Bildungsforschung wird dieser Begriff ebenfalls vermieden. Dem entgegen arbeitet die so genannte Armutsberichtserstattung, die durch staatliche Organe für das gesamte Staatswesen oder durch Verbände wie Gewerkschaften oder Wohlfahrtsorganisationen für einzelne Bevölkerungsgruppen vorgenommen werden kann. Dabei geht es in der Regel um einen Zeitreihenvergleich.
Im 2. Armutsbericht der Bundesregierung von 2005 heißt es: „Schließlich greift eine indirekte Bestimmung der Armut wie etwa in Form der Einkommensarmut zu kurz, wenn andere Faktoren (z. B. Vermögen, Schulden, Gesundheit, Bildung, Arbeitslosigkeit) bei gleichem Einkommen einen jeweils unterschiedlichen Stellenwert in der Äquivalenzskala besitzen.“
Ähnlich umstritten sind die Begriffe „Unterschicht“ und „Neue Unterschicht“.

## Schweiz
Trotz wirtschaftlichen Wachstums gibt es auch in der Schweiz Armut. 2005 waren rund 237.000 Personen auf staatliche Unterstützung angewiesen. Die Sozialhilfequote lag somit bei 3,3 Prozent. Auf dem Land war die Sozialhilfequote niedriger als in der Stadt. Das Sozialhilferisiko ist stark von der Familienform abhängig. Besonders gefährdet sind Kinder und Jugendliche, die mit einem Elternteil oder in kinderreichen Familien aufwachsen. Kinder und Jugendliche sind besonders häufig arm. Sie sind unter den Sozialhilfe beziehenden Personen mit einem Anteil von 31 Prozent deutlich übervertreten. Ihr Anteil an der Bevölkerung beträgt nur 21 Prozent. Überdurchschnittlich oft geraten allein Erziehende in Armut: Fast 17 Prozent der Haushalte mit nur einem Elternteil bezog 2005 Sozialhilfe.

## Österreich

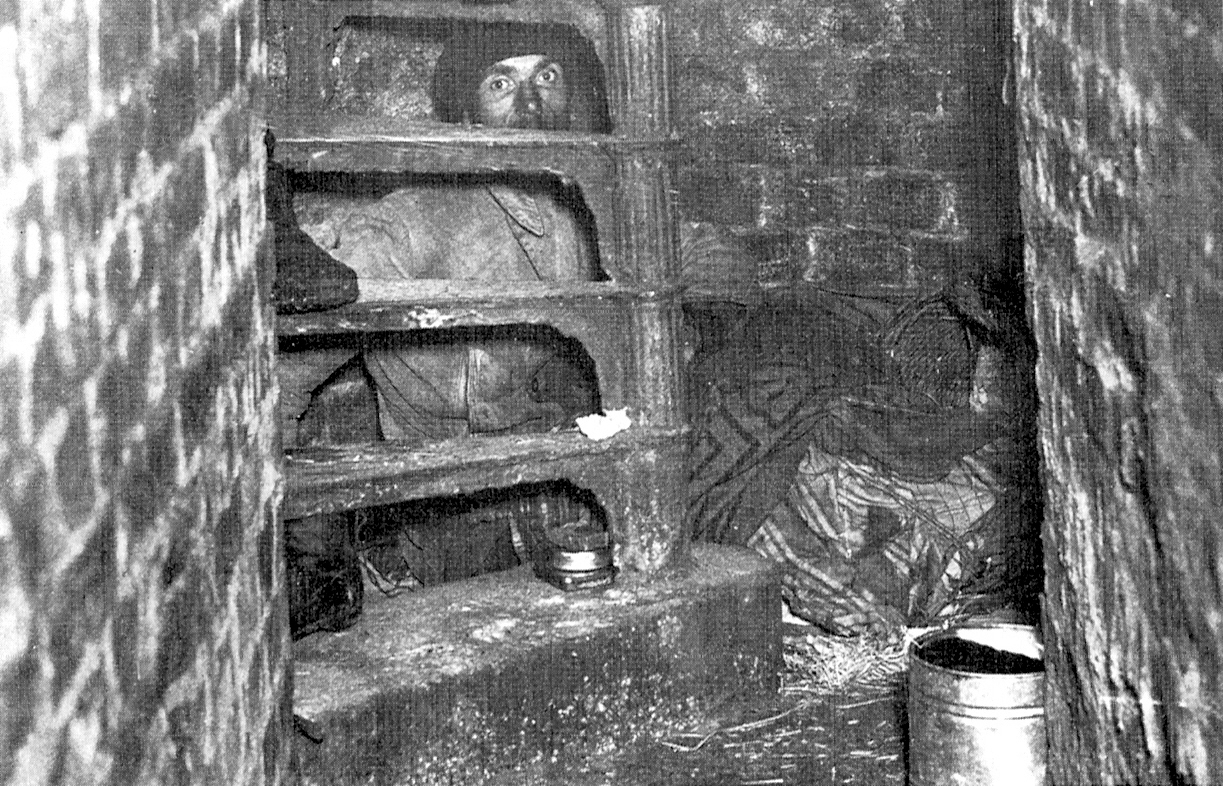
Bewohner der Wiener Kanalisation um 1900, als es noch kein Sozialnetz gab

Seit 2003 werden in Österreich im Rahmen des EU-SILC Survey Indikatoren zu Armutsgefährdung und Sozialer Eingliederung berechnet. Nach der Definition der Europa 2020-Strategie waren in Österreich im Jahr 2019 1.472.000 Menschen armuts- oder ausgrenzungsgefährdet, was 16,9 % der österreichischen Gesamtbevölkerung entspricht. Dabei setzt sich der Indikator „Armuts- und Ausgrenzungsgefährdet“ aus den Zielgruppen „Armutsgefährdung“, „erhebliche materielle Deprivation“ und „Personen in Haushalten mit keiner oder sehr niedriger Erwerbsintensität“ zusammen.
Als Armutsgefährdungsschwelle gelten 60 Prozent des mittleren Einkommens (Medianeinkommen). Etwa jeder Sechste muss demnach mit weniger als 1.286 Euro (alleinstehend) monatlich auskommen. Frauen sind (mit 18 Prozent) leicht überproportional armutsgefährdet.
Als „erheblich materiell depriviert“ gelten Personen auf die gewisse Merkmale zutreffen, wie z. B. Zahlungsrückstände bei der Miete, Unmöglichkeit der Tätigung von unerwarteten Ausgaben, nicht in der Lage zu sein die Wohnung zu heizen, nicht einmal im Jahr auf Urlaub fahren zu können oder keine Waschmaschine zu besitzen.
Haushalte mit keiner oder sehr niedriger Erwerbsintensität sind Haushalte, deren Mitglieder weniger als 20 % ihres gesamten Erwerbspotentials ausfüllen.
Das Ziel der Europa 2020-Strategie war die EU-weite Reduktion der Anzahl von Personen, die von Armut oder Sozialer Ausgliederung betroffen oder bedroht waren, bis zum Jahr 2020 um insgesamt 20 Millionen zu senken. Innerhalb dieser europäischen Strategie konnte das österreichische Ziel der Armutsreduktion um 235.000 Personen ein Jahr später als geplant annähernd erreicht werden. Die Zahl der armuts- oder ausgrenzungsgefährdeten Personen von 1.699.000 (20,6 % der Bevölkerung) im Jahr 2008 konnte bis zum Jahr 2019 um 227.000 Personen auf den Wert von 1.472.000 (16,9 % der Bevölkerung) reduziert werden.
In Österreich sind speziell Menschen mit Migrationshintergrund, Menschen mit Behinderungen, langzeitarbeitslose Personen, alleinstehende Frauen in der Pension und alleinerziehende Mütter armutsgefährdet.
Nach einem Bericht der Armutskonferenz sind erstmals Daten über die Erwerbsarmut verfügbar: In Österreich seien 57.000 Menschen (2003) von Armut trotz Arbeit betroffen. Des Weiteren hänge der Grad der Armutsgefährdung von der Art des Beschäftigungsverhältnisses ab. Teilzeitbeschäftigte mit bis zu 20 Stunden wöchentlicher Arbeitszeit hätten, so Martin Schenk von der Armutskonferenz, „ein dreifaches, bei 21 bis 30 Stunden ein doppelt so hohes Risiko, armutsgefährdet zu sein, wie Personen, die zwischen 31 und 40 Stunden beschäftigt sind“.
Des Weiteren kritisiert der Schattenbericht der Armutskonferenz zum 2. Nationalen Aktionsplan für soziale Eingliederung 2003–2005 der österreichischen Bundesregierung, dass Langzeitarbeitslose und Migranten in diesem Plan vollkommen fehlten.

## USA
Als arm gilt (2004) eine vierköpfige Familie, wenn sie weniger als 19.310 Dollar im Jahr ausgeben kann. Für Alleinstehende liegt die Grenze bei 9.650 Dollar. Nach Angaben des Armutsberichts des Amts für Volkszählungen vom August 2005 ist in den USA die Zahl der Menschen mit Einkommen unterhalb der Armutsgrenze 2004 zum vierten Mal in Folge angestiegen. 12,7 Prozent der Bevölkerung oder 37 Millionen Menschen seien arm. Dies ist ein Anstieg gegenüber dem Vorjahr von 0,2 Prozentpunkten. Der Anstieg sei vor allem auf den höheren Anteil von Weißen zurückzuführen.
Wie in allen Industrieländern sind Kinder in den USA die Gruppe, die am häufigsten arm ist. Jedoch hat die Kinderarmut in den USA eine abnehmende Tendenz.
| Kinderarmutsquote verschiedener ethnischer Gruppen in den USA      | Kinderarmutsquote verschiedener ethnischer Gruppen in den USA | Kinderarmutsquote verschiedener ethnischer Gruppen in den USA | Kinderarmutsquote verschiedener ethnischer Gruppen in den USA |
| Jahr                                                               | Insgesamt                                                     | Afroamerikaner                                                | Hispanics                                                     |
| ------------------------------------------------------------------ | ------------------------------------------------------------- | ------------------------------------------------------------- | ------------------------------------------------------------- |
| 1996                                                               | 20,5 %                                                        | 39,9 %                                                        | 40,3 %                                                        |
| 2001                                                               | 16,3 %                                                        | 30,2 %                                                        | 28,0 %                                                        |
| Quelle (Memento vom 28. September 2006 im Webarchiv archive.today) |                                                               |                                                               |                                                               |

Schon seit den 1990er Jahren gibt es in den USA keine Sozialhilfe mehr, wie sie in Deutschland üblich ist. 1992 wurde die so genannte Family Cap in New Jersey eingeführt. Frauen, die schwanger werden, während sie staatliche Unterstützung bekommen, bekommen keine zusätzliche staatliche Unterstützung für das weitere Kind. Heute haben 22 Bundesstaaten der USA Family Caps.
Der Personal Responsibility and Work Opportunity Act (PRWORA) von 1996 regelte die staatliche Sozialfürsorge neu und fasste bisherige Wohlfahrtsleistungen zu einem einzigen Programm, dem Temporary Assistance for Needy Families (TANF), zusammen und setzte enge Zeitgrenzen, insbesondere eine auf das Gesamtleben bezogene Maximalgrenze von fünf Jahren, für aus Bundesmitteln finanzierte Sozialhilfe. Nach zweijährigem Bezug müssen Fürsorgeempfänger, um weiter Leistungen zu erhalten, mindestens 30 Wochenstunden Arbeitsdienst in öffentlichen Arbeitsprogrammen leisten. Diese mit Arbeitsverpflichtung verknüpfte Sozialfürsorge wird auch als Workfare bezeichnet. Die Sozialleistungen können dabei, pro Stunde betrachtet, auch unter dem Mindestlohn liegen. Die Reform führte laut Kritikern zu einer Zunahme der Beschäftigungszahlen, jedoch nicht zu einer Zunahme der sozialen Mobilität. Viele andere ehemalige Sozialhilfeempfänger erweisen sich in den Worten des Ökonomen Paul Samuelson zudem als „nicht beschäftigungsfähig und schlechter dran ohne kontinuierliche Sozialhilfe“. Zu ihnen zählen vor allem wenig gebildete Niedriglohnarbeiter ohne Arbeitserfahrung, soziale Problemfälle, geistig Behinderte, Drogenabhängige. Für andere dagegen hat sich die Lage gebessert.
Befürworter der Reformen weisen darauf hin, dass durch TANF und die Family Cap die Anzahl armer Kinder abgenommen habe. Kritiker wiesen schon früh darauf hin, dass diese Abnahme der Kinderarmut vor allem durch eine Zunahme der Abtreibungen zu erklären sei und nicht dadurch, dass die Eltern in die Lage versetzt worden wären, für ihre Kinder zu sorgen. Allein zwischen 1992 und 1996 brachten in New Jersey Frauen, die Sozialhilfe bezogen, 14057 weniger Kinder zur Welt, als statistisch bei gleich bleibender Geburtenrate zu erwarten gewesen wäre, bei 1429 mehr Abtreibungen als zu erwarten.
Kritik an der medianbasierten Berechnung richtet sich in den USA dagegen, dass die Methode staatliche Unterstützungsleistungen nicht berücksichtige und dass daher das tatsächliche Einkommen höher angesetzt werden müsse. Andererseits wird kritisiert, dass tatsächlich anfallende Ausgaben, zum Beispiel Ausgaben für Kinderbetreuung und medizinische Ausgaben, nicht genügend berücksichtigt würden; insbesondere basiere die Berechnungsmethode auf der Annahme, dass Mütter zuhause blieben und daher für Familien keinerlei Kinderbetreuungskosten anfielen. Ökonomin Trudy Renwick (Fiscal Policy Institute) stellte zusammen mit Barbara Bergmann eine Methode zur Berechnung der Armutsquote auf, die diesen Mängeln abhelfen sollte. Sie basierte auf einen möglichst realistischen individuellen Warenkorb, der sich an den durch die Regierung aufgestellten Standards orientierte, sie differenzierte nach Berufstätigkeit oder Nichtberufstätigkeit der Eltern, Alter der Kinder und Wohnort und sie berücksichtigte die zu zahlenden Steuern als Ausgaben und sämtliche durch die öffentliche Hand, durch den Arbeitgeber oder durch Verwandte gewährte Unterstützung als Einnahmen. Diese Methode ergab sich eine signifikant höhere Armutsquote als die an der offiziellen, auf 50 % des Medians basierenden Berechnungsmethode, und dies vor allem für ganzjährig berufstätige alleinerziehende Eltern.

## Polen
Ende 2003 lebten 12 % der Polen in Armut. Kinderreiche Familien sind besonders betroffen. Von diesen leben 42 % in Armut. Armut ist vor allem ein Problem der Landbevölkerung und der Bevölkerung in den Kleinstädten des nördlichen Polens; die Bevölkerung in den Städten dagegen ist wohlhabender. Der Norden Polens ist ärmer als der Süden.
Armut in Polen geht mit einer schlechten Ernährungslage der Familien einher: „Aus Ersparnisgründen werden Mahlzeiten minderer Qualität zubereitet – stark mit Wasser verdünnte Milch, Teigwaren, Pfannkuchen, Kartoffeln, Kohl, Brot mit Schweineschmalz.“ Zwar konnte Tarkowska beobachten, dass die Bedürfnisse der Kinder in den Familien meistens im Vordergrund stehen, doch oft sind sie trotzdem unterernährt und anfällig für Infektionen. Im Fall einer Krankheit sind die Familien oft nicht in der Lage, die Medikamente zu bezahlen. Die Wohnverhältnisse sind durch Raummangel geprägt. Dieser wird im Winter verstärkt, denn um Heizkosten zu sparen, nutzen arme Familien im Winter nur Teile der Wohnung. Um Wasserkosten zu sparen, baden die armen Familien nur einmal pro Woche und es werden mehrere Kinder im selben Wasser gewaschen. Zwei, drei oder mehr Leute schlafen in einem Bett. In den Untersuchungen von Tarkowska teilte eine Frau das Bett mit vier ihrer jüngsten Kinder.
Tarkowska bemerkte, dass die Kinder armer Familien in Polen praktisch keine Kindheit haben, da sie von jung auf Erwachsenenpflichten übernehmen müssen. Insbesondere sowohl Söhne als auch Töchter vieler polnischer Landwirte sind in vielen Fällen schon seit der frühsten Kindheit gezwungen, auf dem Hof mitzuhelfen. Dies muss die schulischen Leistungen nicht immer beeinträchtigen, da viele Kinder nur an Samstagen arbeiten. In einigen Familien kommt es jedoch auch vor, dass die Kinder während der Unterrichtszeit arbeiten müssen. 16 % der Landwirtskinder versäumen mindestens einen Schultag pro Woche, da sie arbeiten müssen. Dies beeinträchtigt im Gegensatz zur Samstagsarbeit die schulischen Leistungen.
Kinder aus armen polnischen Familien beenden ihre Schulkarriere oft schon nach der Grundschule, spätestens aber nach der Berufsschule. Nur selten erhalten sie eine höhere Bildung oder fangen gar ein Studium an. Dies liegt zum einen an materiellen, zum anderen auch an kulturellen Gründen, denn im polnischen Armutsmilieu ist der frühe Eintritt ins Berufsleben und die frühe Familiengründung hoch angesehen. Die Bildung dagegen ist weniger hoch angesehen.

### Frauen
Mädchen sind in Polen oft gezwungen auf die jüngeren Geschwister aufzupassen, während die Eltern arbeiten. Viele versäumen deswegen Schulunterricht. Im Erwachsenenalter kann sich die älteste Tochter oft kein eigenes Leben aufbauen, sondern muss weiterhin der Familie helfen. Eine Bauerntochter, die ihre Berufsausbildung aufgab um ihrer Familie zu helfen, beschreibt das so: „Ich kam hierher zurück, obwohl ich es bedaure, da ich dort erfolgreich war. Aber ich kam zurück, weil Mama mir schrieb, dass ich ein neues Schwesterchen hatte […] Sie schrieb einen so netten Brief, also erbarmte ich mich ihrer. Als Tochter musste ich ihr offensichtlich helfen.“